# De Merode (geslacht)
De Merode, Van Merode en Von Merode genaamd, is een oud Belgisch, Duits en Nederlands adellijk geslacht, oorspronkelijk afkomstig uit het Rijnland. De familieleden dragen sinds 1930 de titel van prins(es). Door huwelijk is dit geslacht verbonden met tal van adellijke families, terwijl het tevens gelieerd is aan de meeste Europese vorstenhuizen.
Wapenschild van het geslacht De Merode: Van goud, met vier palen van keel, met uitgeschulpte zoom van lazuur (D'or, à quatre pals de gueules, à la bordure engrêlée d'azur). De wapenspreuk van het huis de Merode is Plus d'honneur que d'honneurs of 'Meer eer dan eerbetoon', van goud op een losse band van keel.

## Geschiedenis

### Afkomst

Stamwapen

De genealogie van het geslacht De Merode gaat terug tot 1263. De zoon van de stamvader Werner, Jean Scheiffart de Merode was medeheer van Merode, nabij Düren dat zijn naam zou geven aan de adellijke familie. Het oude slot in het dorp Merode is na meer dan achthonderd jaar nog steeds in het bezit van de familie De Merode. Werner had twee zonen waarvan de twee voornaamste takken van de familie De Merode afstamden. De eerste was Johan, die ook 'Scheiffart' werd genoemd. Van hem stamt de tak genaamd 'Scheiffart van Merode' af. Deze lijn kwam tot grote bloei in Duitsland maar stierf uit in het begin van de 18e eeuw. De De Merodes die een rol speelden in de geschiedenis van de Nederlanden en België stammen allen af van kleinzoon, Werner II. Deze tak werd bijgevolg de 'tak Werner' genoemd. Tot diep in de veertiende eeuw zouden beide takken elkaar de eigendom van de heerlijkheid Merode betwisten. Pas in 1362 kwam een telg uit de tak Werner, Richard I van Merode, in het bezit van de hele heerlijkheid. Deze Richard bekleedde een belangrijke plaats onder de Keulse adel en voerde de titels van baron van Merode en baron van Frentz. Door een weldoordacht huwelijk aan te gaan zou Richard zijn bezittingen nog gevoelig uitbreiden en zou de familie op het grondgebied van het huidige België en Nederland terechtkomen.

### De Merode-van Wesemael en Westerlo

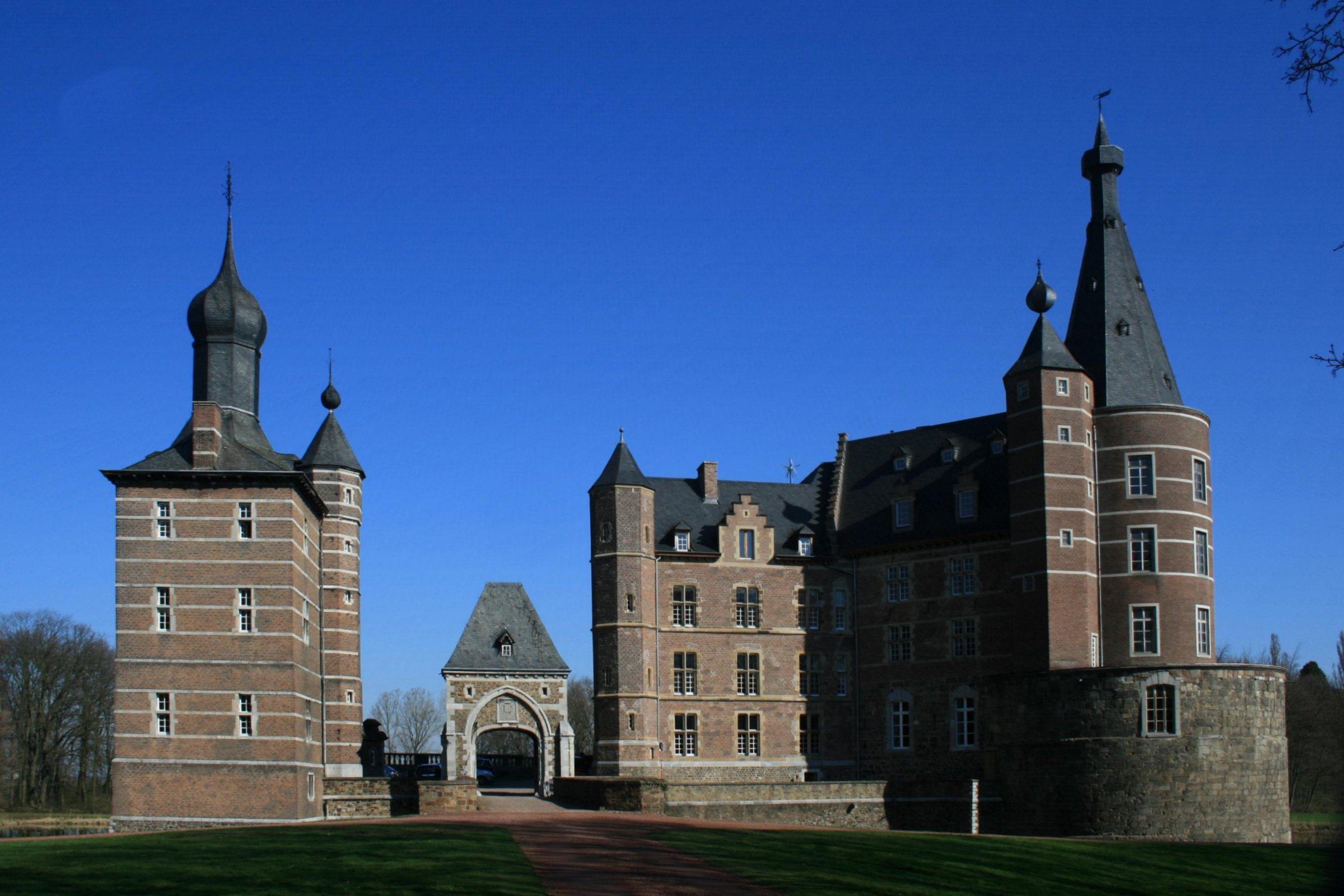
Slot Merode in Langerwehe

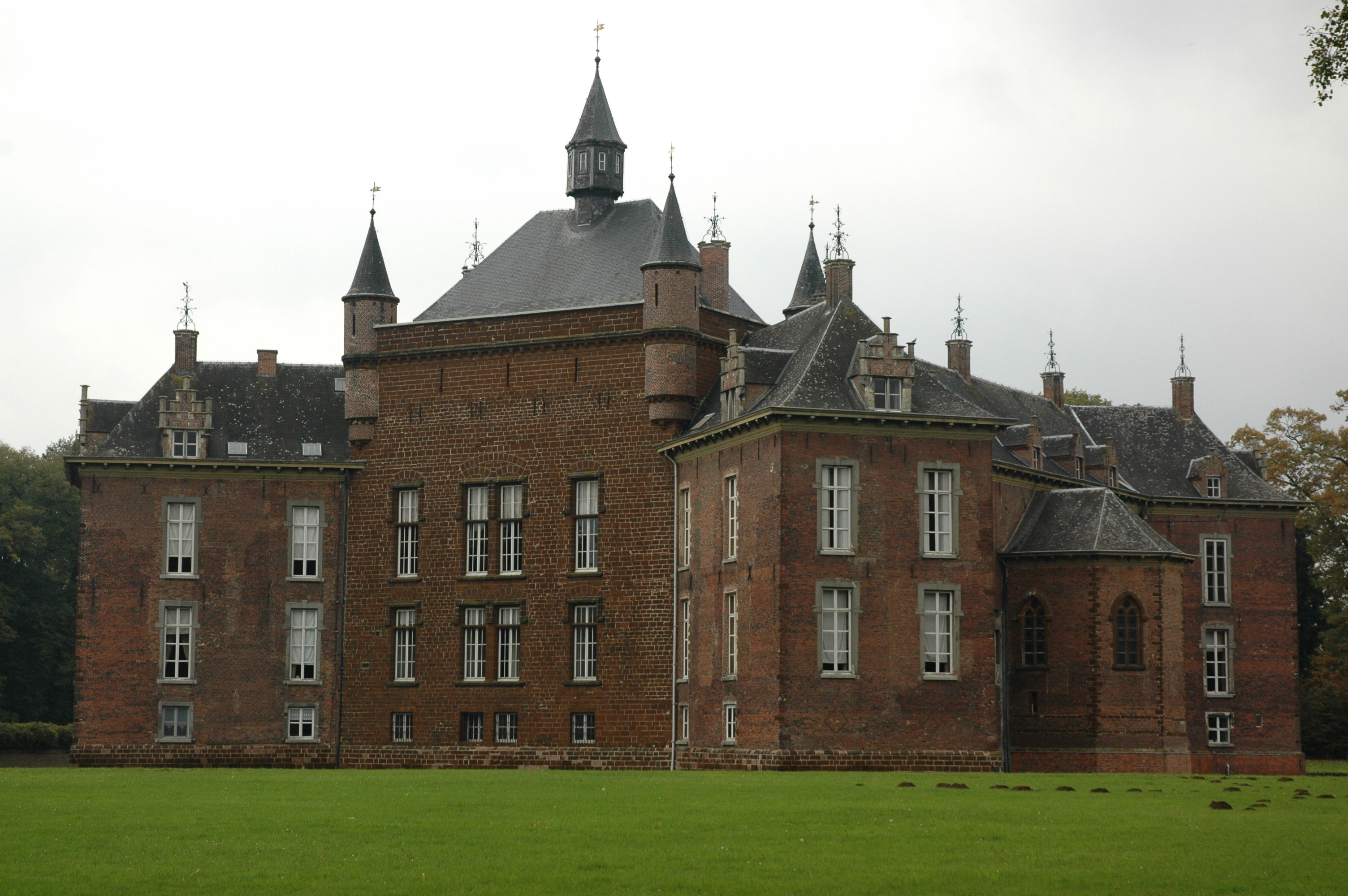
Kasteel van Westerlo

Richard I huwde met Margaretha van Wesemael, een erfdochter uit een Brabants geslacht. De heren van Wezemaal waren erfmaarschalk van het hertogdom Brabant en behoorden tot de Brabantse adel. Margaretha erfde de heerlijkheden Olen, Hulshout en Quabeek. De heerlijkheid Westerlo die afhing van het Sint-Maartenskapittel van Utrecht werd echter geërfd door Margaretha's broer Jan van Wesemael en kwam voorlopig nog niet in handen van de familie De Merode. Wegens het wangedrag van Jan van Wesemael wenste het kapittel zijn leen liever aan Richard II van Merode en zijn nakomelingen te laten toekomen. Jan stoorde zich echter weinig aan de dreigementen van het kapittel en hield ondanks talrijke processen het leen in handen tot bij zijn dood in 1467. Bij testament schonk hij de heerlijkheid overigens aan zijn landheer Karel de Stoute ondanks het feit dat het leen helemaal niet onder het hertogdom Brabant ressorteerde. Deze laatste gaf het in leen aan zijn vertrouweling Anton van Croÿ, die het op zijn beurt verkocht aan Guy van Brimeu. Na een eindeloze reeks processen viel in 1478 voor de Raad van Brabant de beslissing en werd Westerlo aan Jan IV van Merode toegewezen.
Jan IV van Merode nam in 1482 definitief bezit van de heerlijkheid Westerlo. Hij was de zoon van Richard II en Beatrix van Pietersheim die op haar beurt erfgename was van de keizerlijke baronie Pietersheim bij Lanaken en van de heerlijkheden Rummen, Sievernich, Leefdaal, Oirschot, Hilvarenbeek en Impden. Via de heren van Pietersheim erfden de Merodes ook de voogdij over het land van Duffel. Jan kwam uit een gezin van zeven kinderen en zijn broers werden de stamvaders van verschillende takken van de familie De Merode; Richard III van de tak de Merode-Houffalize en Willem van Merode-Rummen. Een broer Arnold werd kanunnik en mede-eigenaar van Pietersheim. Werner, een bastaardbroer, kreeg de heerlijkheden Linsmeel, Pellen en Puchey. Het waren de mannelijke afstammelingen van Jan IV die als heren en later markiezen van Westerlo de hoofdlijn van de familie De Merode zouden verder zetten. Door het huwelijk van Jan IV van Merode met Adelheid van Hoorn kwamen ook de heerlijkheden Perwez, Geel, Duffel, Walem en Herlaar in het bezit van de familie.
Het huidige familiehoofd, Charles-Guillaume de Merode (°1940) is de derde prins de Merode, markies van Westerloo, prins van Rubempré en prins van Grimbergen, en is getrouwd met prinses Hedwige de Ligne de La Trémoïlle en ze hebben twee zonen: Frédéric de Merode (°1969) en Emmanuel de Merode (°1970). Na een loopbaan bij de Verenigde Naties, die hem onder meer naar Tunesië en Kenia bracht, verkoos hij het Kasteel van Serrant in Frankrijk als woonplaats voor zijn pensioenjaren.

## Titels
Het geslacht wordt in 1340 reeds vermeld met de titel baron.
Op 1 oktober 1473 bevestigde keizer Frederik III tijdens de Rijksdag van Trier de titel 'Reichspannerherr' (rijksbaanderheer) van Merode en van het Heilig Rooms Rijk voor de kinderen van Richard II van Merode: Jan IV, Arnold, (kanunnik van het Sint-Lambertuskapittel te Luik +1487), Richard III, Willem, en Margaretha. De titel van baanderheer viel toen samen met die van baron. De titel van baron van Merode en van het Heilig Rijk gaat over op al hun nakomelingen en werd later verhoogd tot graaf. Verschillende mannelijke leden krijgen van de 16de tot de 18de eeuw persoonlijke titels toegekend die via mannelijke primogenituur overerfbaar zijn: 
- In 1550 werd de heerlijkheid Olen ten gunste van Hendrik I van Merode tot graafschap verheven.[5]
- Op 20 mei 1626 werd de heerlijkheid Westerlo door Filips IV van Spanje tot markizaat verheven ten gunste van Filips van Merode (1594-1638).[6] De titel van markies van Westerlo was overerfbaar via het mannelijk eersgeboorterecht.
- Op 28 mei 1626 werde de heerlijkheid Trélon in Henegouwen door Filips IV van Spanje tot markiezaat verheven ten gunste van Herman-Philips, baron van Merode.[6]
- Op 20 oktober 1632 bevestigde Filips IV van Spanje de verheffing van de baronie van Deinze tot markizaat ten gunste van Florent van Merode.[7] Ook deze titel was overerfbaar via mannelijke primogenituur en stierf uit wanneer de tak Merode-Deinze in mannelijke lijn uitdoofde en via de vrouwelijke lijn terug in de tak Merode-Westerloo opging.
- Op 15 juni 1709 ontvangt Jan Fillips Eugeen van Merode, (1674-1732) markies van Westerlo, van koning Filips V van Spanje de waardigheid van 'Grandeza de España' van eerste categorie.[8] De titel was overerfbaar via mannelijke primogenituur en werd nog tot in de 19de eeuw gebruikt.

Andere titels komen dan weer met de bijhorende domeinen via huwelijk en moederlijke erfdelen in het bezit van de familie:  
- Baron van Pietersheim, via het huwelijk (1410) van Richard II van Merode (1370-1446) met Beatrix van Pietersheim (1392-1450)
- Burggraaf van Montfoort, via het huwelijk van Jan van Merode-Houffalize (1530-1592) en Philippa van Montfoort (1535-1592)
- Graaf van Bronkhorst en Batenburg, via het huwelijk (1624) van Floris van Merode (1598-1638) met Anna Maria Sidonia van Bronckhorst-Batenburg-Steyn.
- Prins van Rubempré, via het huwelijk (1704) van Filips-Frans van Merode met Louise-Brigitte de Rubempré et d'Everbergh.
- Prins van Everberg, via het huwelijk (1704) van Filips-Frans van Merode met Louise-Brigitte de Rubempré et d'Everbergh. Aan deze titel was ook de waardigheid van erfelijk 'grand veneur' of opperjachtmeester van Brabant verbonden.
- Baron van Ronse, via het huwelijk (1721) van Jan Filips Eugeen van Merode met Charlotte van Nassau-Hadamar die het domein en de titel erfde via haar grootmoeder Maria Leopoldine van Nassau-Siegen (1652–1675).
- Prins van Grimbergen, door het huwelijk (1778) van Willem Karel Ghislain van Merode (1762-1831) met Marie Josèphe Félicté Ghislaine d'Ongnies-Mastaing, prinses van Grimbergen (1760-1842). Na de dood van haar vader wordt zij nog in 1791 als laatste feodale prinses van Grimbergen geïnstalleerd.

Met dit laatste huwelijk waren alle titels en bezittingen van uitgestorven zijtakken van het huis Merode in vrouwelijke lijn weer verenigd geraakt met de hoofdtak Merode-Westerloo. Willem Karel Ghislain van Merode is de enige overblijvende mannelijke telg en voert op het einde van het ancien régime de meeste van deze titels. Door de omvang van zijn domeinen is hij na de Hertog van Arenberg zonder twijfel de rijkste edelman van de Oostenrijkse Nederlanden. Door de Franse bezetting worden deze titels en hun daaraan verbonden feodale rechten afgeschaft en werden de domeinen in beslag genomen. De familie verblijft jarenlang in ballingschap in Duitsland. Pas in de Napoleontische periode keerden ze terug en konden ze hun goederen gedeeltelijk weer in hun bezit krijgen.  Willem Karel Ghislain werd senator van het Eerste Franse Keizerrijk, burgemeester van Brussel, en verkreeg in 1809 van Napoleon de titel van Graaf van het Franse Keizerrijk (Comte de l'Empire).
Met de val van het Keizerrijk gaat ook deze titel verloren. Op 15 maart 1816 besluit Koning Willem I in Den Haag om aan Willem Karel Ghislain van Merode binnen de ridderschap van Henegouwen de titel van graaf toe te kennen. Het besluit werd echter ingetrokken. Pas vanaf 1823 worden enkele van de voornaamste titels erkend in het Verenigd Koninkrijk der Nederlanden:
- Graaf of gravin van Merode; door het koninklijk besluit van 18 juni 1823 werd deze titel erkend voor Willem Karel Ghislain van Merode en al zijn mannelijke en vrouwelijke nakomelingen.
- Markies van Westerlo; hetzelfde koninklijke besluit erkent deze titel voor Willem Karel Ghislain van Merode. Hij is overdraagbaar via mannelijk eerstgeboorterecht.
- Prins van Rubempré en van Everberg; het koninklijk besluit van 15 oktober 1823 erkent deze titel voor Willem Karel Ghislain van Merode. Hij is overdraagbaar via mannelijk eerstgeboorterecht.
- Prins of prinses van Grimbergen; Koning Willem I geeft op 11 juli 1827 de toelating aan Marie Josèphe Félicté Ghislaine d'Ongnies-Mastaing, echgenote van Willem Karel Ghislain van Merode om de titel van Prinses van Grimbergen te blijven dragen. De titel is voortaan via eerstgeboorterecht overdraagbaar. Hun oudste zoon Henri (1782-1847) is de eerste Merode die na de dood van zijn moeder (1842) deze titel zal voeren.

Philippe-Félix-Balthazar-Otho-Ghislain graaf de Merode was in 1830 kandidaat voor de Belgische troon.
Tot 1930 voerden al de leden van het huis Merode de titel van graaf of gravin van Merode en van het Heilig Rijk, eventueel gevolgd door geërfde persoonlijke titels zoals bijvoorbeeld Markies van Westerlo of Prins van Grimbergen. Op 25 april 1930 werd door een besluit van Koning Albert I van België de titel van Graaf de Merode vervangen door Prins de Merode. 

## Kastelen
De familie bezit het stamslot in het Duitse Merode bij Langerwehe, het Kasteel van Westerlo, het Hof van Merode in Brussel en het Kasteel van Serrant in Frankrijk. Andere kasteeleigendommen bevinden zich in Rixensart, Everberg, Solre-sur-Sambre, Neffe, Trelon, Guignicourt en in het Rijnland.
Voorheen bezat de familie in België onder andere de kastelen van Argenteau, Beersel, Braives, Bury, Carlsbourg, Crupet, Drongen, Veulen, Fournes-en-Weppes, Prinsenkasteel (Grimbergen), Guignicourt, Habay, Haltinne, Ham-sur-Heure, Horst, Houffalize, Jehay, Lavaux-Sainte-Anne, Loverval, Marbais, Morialmé, Neffe, Ossogne, Petegem, Pietersheim en de waterburcht Pietersheim, Resteigne, Villemont, Waroux.
In Nederland waren dat onder andere de kastelen van Borgharen (1440-1647), Limbricht (1457-1619), Stein (1641-1749) en Wijlre.

## Bekende familieleden
Bekende personen met de naam De Merode zijn:
- Alexandre de Merode (1934-2002), hoofd van de medische commissie van het Internationaal Olympisch Comité
- Amaury de Mérode (1902-1980), grootmaarschalk van het Belgisch Hof
- Amaury Werner de Merode (1855-1914), senator
- Antoinette de Merode (1828-1864) huwde in 1846 met prins Charles III van Monaco
- Bernard van Merode (1510-1591), bondgenoot van Willem van Oranje en plaatsvervangend stadhouder in Friesland
- Bernard van Merode (1570-1640), heer van Asten en berucht heksenvervolger
- Charles de Merode (1824-1892) of Karel van Merode-Westerloo, Belgisch diplomaat, politicus, minister van Staat, voorzitter van de Senaat
- Emmanuel de Merode (1970), beheerder van Wild Life Direct (Kongo)
- Félix de Mérode (1791-1857), Belgisch politicus, lid van het Voorlopig Bewind en van het Nationaal Congres
- Floris van Merode.
- Frédéric de Merode (1792-1830), oorlogsvrijwilliger, gesneuveld tijdens de gevechten van oktober-november 1830
- Guillaume de Mérode (1522-1597), militair, ondertekenaar van de akte van overgave na het Beleg van Antwerpen (1584-1585)
- Henri de Merode (1782-1847), senator en filosoof
- Henri de Merode (1856-1908), Belgisch senaatsvoorzitter en minister
- Jan VIII van Merode of Jan III van Merode Pietersheim (ca. 1496 – 18 januari 1551n.s.), Brabants edelman
- Jean-Philippe-Eugène de Merode (1674-1732), graaf van Merode en markies van Westerlo, veldmaarschalk
- Louis de Merode (1821-1876), senator
- Louise de Mérode (1819-1868), prinses-gemalin dal Pozzo della Cisterna y Belriguardo
- Marie Catherine Josephe van Merode (1743-1794), familiehoofd
- Werner de Merode (1797-1840), lid van het Nationaal Congres
- Xavier de Merode (1820-1874), kamerheer van de paus en minister van Defensie van de Kerkelijke Staat van 1860-1865, organiseerde de strijd van de Pauselijke Zoeaven tegen de strijd voor Italiaanse eenheid

## Trivia
- De Nederlandse dichter Willem Eduard Keuning gebruikte de achternaam in zijn pseudoniem, ontleend aan de danseres Cléo de Mérode.